# Bernardo Segura
Bernardo Segura Rivera (* 11. Februar 1970 in San Mateo Atenco, Mexiko) ist ein mexikanischer Leichtathlet. Bei einer Körpergröße von 1,75 m beträgt sein Wettkampfgewicht 62 kg.
Bernardo Segura stellte am 7. Mai 1994 im norwegischen Fana mit 1:17:25,6 h einen Weltrekord im 20.000-Meter-Bahngehen auf, der auch 2006 noch Bestand hat. Segura gehört zu den wenigen Gehern, deren Bestzeit auf der Bahn besser als auf der Straße ist.
In internationalen Wettbewerben im 20-km-Straßengehen ist die Erfolgsbilanz von Bernardo Segura durchwachsen. Er kam bei insgesamt fünf Teilnahmen an Weltmeisterschaften nie ins Ziel. Bei den Olympischen Spielen 1996 in Atlanta belegte Segura in 1:20:23 h den dritten Platz mit 16 Sekunden Rückstand auf den Sieger Jefferson Pérez aus Ecuador und 7 Sekunden hinter Ilja Markow aus Russland. 
Nach einem Sieg bei den Panamerikanischen Spielen 1999 sollte sein größter Triumph bei den Olympischen Spielen 2000 in Sydney folgen. Er lieferte sich ein packendes Duell mit dem Polen Robert Korzeniowski und gewann mit knappem Vorsprung vor dem Polen. Anschließend ging Segura mit der mexikanischen Flagge auf die Ehrenrunde. Nach dieser Ehrenrunde gratulierte ihm der mexikanische Staatspräsident telefonisch zu seinem Olympiasieg, während gleichzeitig im Stadion die Disqualifikation von Segura wegen unsauberer Gangart bekannt gegeben wurde.
Robert Korzeniowski wurde erst wegen dieser Disqualifikation zum ersten Geher, dem ein Olympiasieg sowohl im 20-km-Gehen als auch im 50-km-Gehen gelang. Und der Leichtathletik-Weltverband IAAF diskutierte darüber, ob man das Gehen wegen fragwürdiger Gehrichterentscheide aus dem Programm streichen sollte. Man einigte sich darauf, dass nie wieder Gehrichter im Nachhinein oder auch nur auf der Zielgerade eine Disqualifikation vornehmen sollen. Bernardo Segura, dem Olympiasieger für eine Viertelstunde, nützte dies wenig. Auch nach 2000 blieb seine Erfolgsbilanz bescheiden. Einem zweiten Platz bei den Panamerikanischen Spielen 2003 stehen Disqualifikationen bei den meisten großen Meisterschaften sowie die Aufgabe bei den Olympischen Spielen 2004 in Athen gegenüber. Er wurde von Jerzy Hausleber trainiert.

## Sonstiges
Bernardo Segura nannte seinen Sohn Jefferson Daniel Segura nach den Olympiasiegern 1992 Daniel Plaza und 1996 Jefferson Pérez.

## Bestzeiten
- 20 km Straßengehen 1:19:05 h 1996
- 50 km Straßengehen 4:03:51 h 1994